# Marjane Satrapi
Pour les articles homonymes, voir Marjane.
Marjane Satrapi (en persan : مرجان ساتراپی, Marjāne Sātrāpi), née le 22 novembre 1969 à Racht (Iran), est une artiste franco-iranienne d'expression francophone surtout connue comme auteure de bande dessinée et réalisatrice.
Satrapi accède à la célébrité avec la publication de Persepolis, une bande dessinée autobiographique en quatre volumes où elle raconte son enfance et sa jeunesse entre l'Iran de la révolution islamique et l'Europe des années 1980-1990. Publiée par la maison d'édition française L'Association de 2000 à 2003, cette série est vendue à plus d'un million d'exemplaires en France, traduite dans de nombreuses langues et récompensée dans le monde entier. Satrapi publie dans la foulée deux autres bandes dessinées se déroulant en Iran, Broderies et Poulet aux prunes (prix du meilleur album du festival d'Angoulême 2004).
Elle se détourne ensuite de la bande dessinée pour se consacrer notamment au cinéma. Ses deux premiers films, co-réalisés avec Vincent Paronnaud, sont des adaptations de ses œuvres : en 2007, le dessin animé Persepolis, primé à Cannes 2007 et aux César 2008, et en 2011 le film en prise de vues réelles Poulet aux prunes. Son premier film non adapté d'une de ses œuvres, The Voices, sort en salle fin 2014 et est primé à L'Étrange Festival et à Gérardmer.

## Biographie

### Jeunesse et formation
Marjane Satrapi naît en Iran, dans une famille de Téhéran sympathisante communiste. Son enfance correspond à une restriction croissante des libertés individuelles dans le pays et aux effets sur la vie quotidienne des événements politiques de l'époque, soit en particulier la révolution islamique et la guerre Iran-Irak. Son oncle Anouche, dirigeant du Parti communiste iranien, auquel elle est très attachée, est exécuté pour ses opinions politiques.
En 1984, à l'âge de 14 ans, elle est envoyée par ses parents au lycée français de Vienne, en Autriche, où elle reste quatre ans. Après un retour en 1988 en Iran, et l'obtention d'une maîtrise de communication visuelle à l'école des beaux-arts de Téhéran, elle part ensuite, en 1994, en France et fait des études à l'École supérieure des arts décoratifs de Strasbourg.

### Auteur de bandes dessinées à succès (années 2000)
Son entrée à l'atelier des Vosges, au sein duquel sont associés des dessinateurs comme Émile Bravo, Fabrice Tarrin, Christophe Blain, Joann Sfar, Frédéric Boilet ou David B., lui donne le goût de la bande dessinée.
La vraie révélation vient de la lecture de Maus de Art Spiegelman. Elle publie les quatre tomes de Persepolis entre 2000 et 2003 et obtient un grand succès critique et commercial.
En 2003, elle publie Broderies, nommé dans la catégorie du meilleur album au Festival d'Angoulême 2004. Finalement, sa dernière bande dessinée, Poulet aux prunes, paraît en 2004, couronné cette fois-ci par le prix du meilleur album.
Elle décide alors de ne plus créer de bandes dessinées et de se consacrer à la peinture et à la réalisation de films car elle a « besoin de nouveauté ».

### Carrière de réalisatrice (années 2000 et 2010)

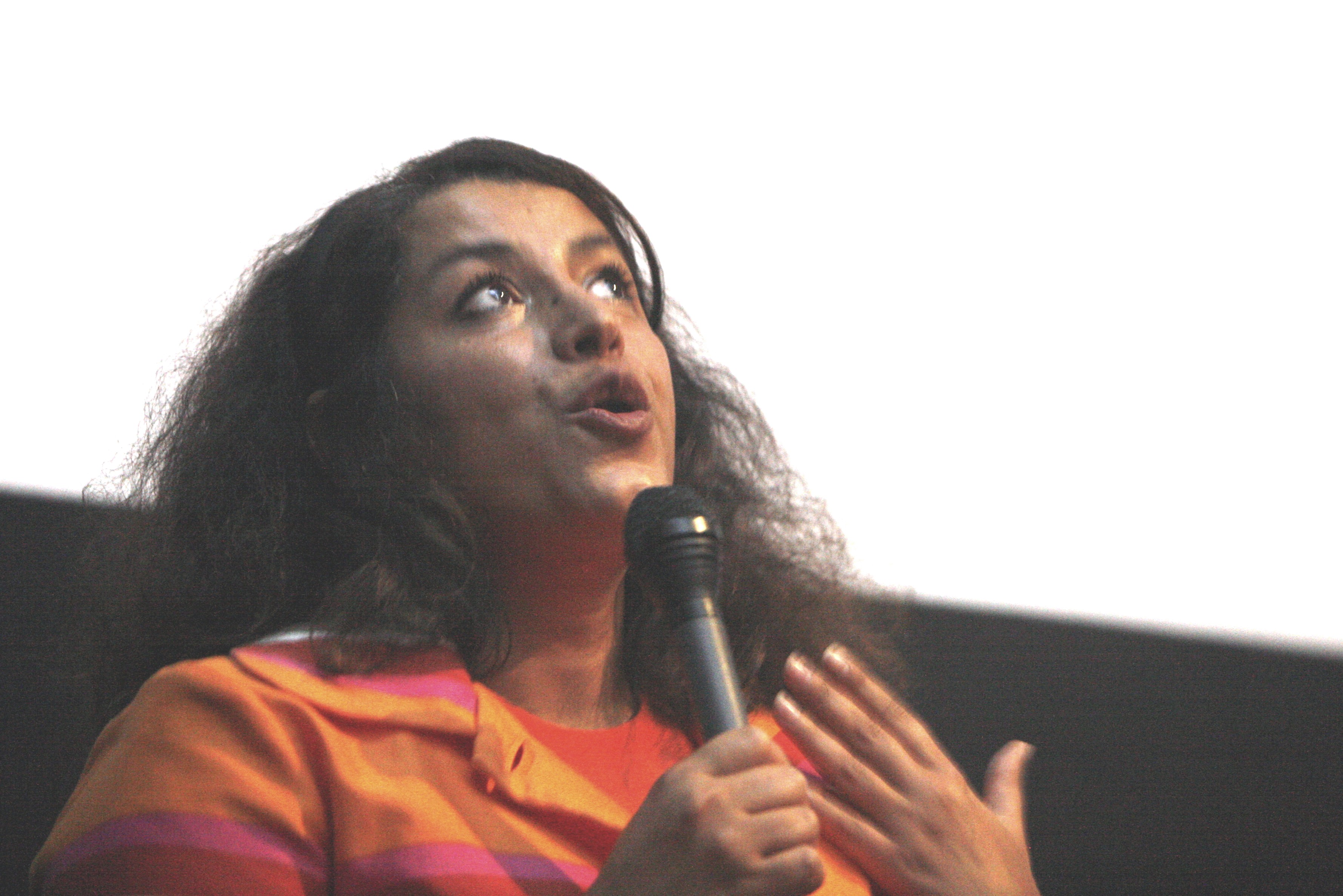
La co-réalisatrice et auteur à une avant-première de Persepolis, en août 2007.

Entre 2005 et 2007, elle réalise en partenariat avec Vincent Paronnaud Persepolis, l'adaptation de sa bande dessinée autobiographique en long métrage d'animation en noir et blanc, sorti le 27 juin 2007. Il est projeté au festival de Cannes 2007 au sein de la sélection officielle. À cette occasion, la république islamique d'Iran s’inquiète de voir la sélection de ce film présentant ce qu'elle trouve être « un tableau irréel des conséquences et des réussites de la révolution islamique ». Le film reçoit, malgré la polémique, le prix du jury du festival et obtient un succès international couronné par deux Césars l'année suivante (« meilleur premier film » et « meilleure adaptation ») ainsi que par une nomination à l'Oscar 2008 du meilleur film d'animation. En 2008, elle remporte également le prix International d'Humour Gat Perich.
En 2010, elle adapte son album Poulet aux prunes au cinéma dans un film au même titre, sélectionné en compétition lors de la Mostra de Venise en 2011, et qui gagne le prix du meilleur long métrage au festival international de film d'Abou Dabi ainsi que le prix du public à São Paulo.
Elle est initialement annoncée pour réaliser L'Extraordinaire Voyage du fakir qui était resté coincé dans une armoire Ikea, mais la réalisation est finalement confiée à Ken Scott.
Le 28 février 2024, elle est élue au fauteuil V de la section cinéma et audiovisuel de l'académie des beaux-arts, fauteuil précédemment occupé par le réalisateur français Jacques Perrin.

### Artiste peintre

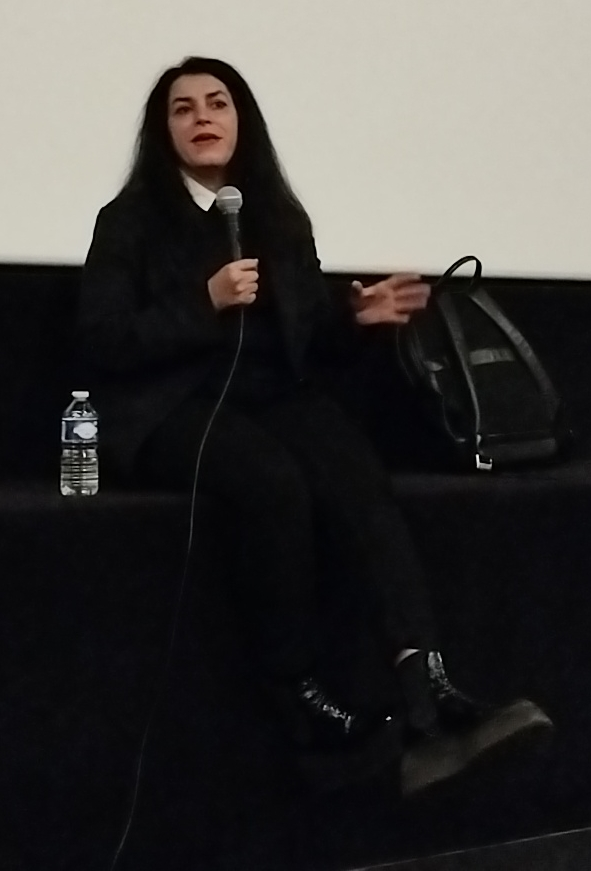
Marjane Satrapi au Grand Action en octobre 2022.

Marjane Satrapi commence à peindre, pour son plaisir, avant de se consacrer aux bandes dessinées. Elle expose une première fois en 2013 à la galerie Jérôme de Noirmont à Paris sur le thème de la femme. C'est sur ce même thème — elle ne peint que des femmes — qu'elle réalise en 2020 une nouvelle exposition à la galerie parisienne Françoise Livinec intitulée Femme ou Rien. En juillet 2021, elle est mandatée par le Ministère de la Culture français pour concevoir un triptyque pour les Jeux olympiques de 2024, qui doit être reproduit en tapisserie par les artisans de la Manufacture des Gobelins.

### Prise de position
En mars 2016, elle figure parmi les signataires du manifeste du Printemps républicain.
Lors de la campagne pour l'élection présidentielle de 2017, elle participe à un meeting de soutien au candidat En marche Emmanuel Macron, le 17 avril à Bercy.
Elle refuse la légion d'honneur début 2025 pour s'opposer à ce quelle perçoit comme une « attitude hypocrite de la France vis-à-vis de l’Iran », notamment en ce qui concerne l'attribution de visas à des enfants d’« oligarques iraniens » plutôt qu'aux  « jeunes Iraniens épris de liberté, dissidents, et artistes ».

### Vie privée
Marjane Satrapi parle anglais, allemand, italien et suédois en plus de sa langue maternelle (le persan) et du français.
Elle est mariée avec Mattias Ripa, un Suédois.
Elle réside actuellement à Paris.

## Œuvres

### Bande dessinée
- Persepolis, éd. L'Association, Paris
  1. Tome 1, 2000  (ISBN 2-84414-058-0)
  2. Tome 2, 2001  (ISBN 2-84414-079-3)
  3. Tome 3, 2002  (ISBN 2-84414-104-8)
  4. Tome 4, 2003  (ISBN 2-84414-137-4)

  - Intégrale : Monovolume, 2007  (ISBN 978-2-84414-240-5)
- Sagesse et malices de la Perse avec Lila Ibrahim-Ouali et Bahman Namwar-Motalg, éd. Albin Michel, Paris, 2001
- Les Monstres n'aiment pas la lune, éd. Nathan, Paris, 2001
- Ulysse au pays des fous avec Jean-Pierre Duffour, éd. Nathan, Paris, 2001
- Ajdar, éd. Nathan, Paris, 2002
- Broderies, éd. L'Association, Paris, 2003  (ISBN 2-84414-095-5)
- Poulet aux prunes, éd. L'Association, Paris, 2004  (ISBN 2-84414-159-5)
- Le Soupir, éd. Bréal Jeunesse, Rosny-sous-Bois, 2004

### Direction d'ouvrage
- Collectif. Femme vie liberté. L'iconoclaste, 2023  (ISBN 978-2378803780). Ouvrage coordonné par Marjane Satrapi en hommage aux Iraniennes qui se soulèvent après la mort de Mahsa Amini. La version en persan du livre est mise en ligne gratuitement[17].

### Filmographie

#### Réalisatrice
- 2007 : Persepolis (avec Vincent Paronnaud)
- 2011 : Poulet aux prunes (avec Vincent Paronnaud)
- 2013 : La Bande des Jotas
- 2014 : The Voices
- 2019 : Radioactive[18]
- 2024 : Paradis Paris

#### Actrice
- 2009 : Les Beaux Gosses de Riad Sattouf : la vendeuse du magasin de musique
- 2013 : La Bande des Jotas (par elle-même) : la femme

### Musique
- 2009 : écriture des paroles du titre Poney Rose avec Philippe Katerine, pour l'album Glamour à mort d'Arielle Dombasle.
- 2009 : illustration de la pochette du disque d'Iggy Pop Préliminaires.
- 2011 : écriture, composition et interprétation de la chanson Mon petit cheval pour la bande originale de Poulet aux prunes.

## Distinctions et honneurs

### Distinctions
- Commandeure de l'ordre des Arts et des Lettres (2022)[19]
  -  Officière de l'ordre des Arts et des Lettres (2015)[20]
  -  Chevalière de l'ordre des Arts et des Lettres (2005)
- Chevalière de la Légion d'honneur (3 juillet 2024), qu'elle refuse[13].

### Honneurs
- 2001 : 
  - Alph-Art coup de cœur au festival d'Angoulême 2001 pour Persepolis t. 1[21]
- 2002 :
  - Alph-Art du scénario au festival d'Angoulême 2002[22] pour Persepolis t. 2
- 2004 : 
  - Prix spécial de l'aide à la création de la Fondation Gan pour le cinéma pour Persepolis
  - Prix du meilleur album du festival d'Angoulême 2004 pour Poulet aux prunes
  - Prix Harvey de la meilleure édition américaine d'une œuvre étrangère pour Persepolis
  - Prix Max et Moritz de la meilleure publication de bande dessinée importée pour Persepolis
- 2005 :
  - Prix Ignatz du meilleur roman graphique pour Persepolis t. 2
  - Prix Urhunden du meilleur album étranger pour Persepolis t. 1
  - Prix Sproing de la meilleure bande dessinée étrangère pour Persepolis
- 2007 :
  - Prix du jury du festival de Cannes 2007 pour Persepolis
  - Prix Henri Jeanson de la SACD pour son insolence, son humour et son engagement
  - Prix Urhunden du meilleur album étranger pour Broderies
- 2008 :
  - César du meilleur premier film et de la Meilleure adaptation pour Persepolis
  - Prix international d'humour Gat Perich, pour l'ensemble de son œuvre
  - Prix Lulu de l'année pour Persepolis
- 2009 :
  - Docteur honoris causa de la Katholieke Universiteit Leuven et de l'université catholique de Louvain
- 2014 :
  - Prix Nouveau Genre ; prix du public à L'Étrange Festival pour The Voices
- 2015 :
  - Prix Adamson du meilleur auteur international pour l'ensemble de son œuvre
- 2016 :
  - l'astéroïde (308197) Satrapi est nommé en son honneur
- 2017 :
  - Lauréate 10e "Prix Bita annuel des arts persans"[23].
- 2024 :
  - Prix Princesse des Asturies pour la communication et les sciences humaines (es)[24].

## Autres
- Ancienne boursière, elle est marraine de la fondation Zellidja.
- Membre du jury Un Certain Regard lors du Festival de Cannes 2006
- Membre du jury de la compétition du Festival de Cannes 2008
- Membre du jury des courts-métrages du Festival international du film de Marrakech 2010
- Membre du jury du Festival du film britannique de Dinard 2012
- Membre du jury de la compétition du Festival de Saint-Sébastien 2014
- Membre du jury My French Film Festival 2016
- Membre du jury du Festival du cinéma américain de Deauville 2016
- Présidente du jury du Nikon Film Festival 2019
- Présidente du jury du 17e Festival international du film de Rome en 2022